# Nanoarchaeum
Genre
Espèces de rang inférieur
- Nanoarchaeum equitans

Nanoarchaeum est un genre d'archées de l'embranchement (phylum) des Nanoarchaeota constitué d'une seule espèce connue à ce jour (1er juillet 2013) : Nanoarchaeum equitans, qui, avec un diamètre de l'ordre de 400 nm, compte parmi les plus petites formes de vie connues. Son génome ne compte par ailleurs que 490 885 paires de bases, ce qui en fait le plus petit génome non viral séquencé après Candidatus Carsonella ruddii.
Son statut de membre unique d'un embranchement à part entière est cependant débattu, car il pourrait en fait s'agir d'une espèce très spécialisée issue de l'ordre des Thermococcales, au sein de l'embranchement des Euryarchaeota.